# المدرسة العادلية الصغرى
المدرسة العادلية الصغرى وتقع في العصرونية، مقابل دار الحديث النورية.
كانت هذه المدرسة في الأصل داراً للأمير عز الدين عبدان الفلكي ثم نسبت لابن موسك، ثم ملكت هذه الدار الخاتون عصمة الدين زهرة ابنة الملك العادل أبي بكر بن أيوب، ثم ملَّكتها لابنة عم أبيهابابا خاتون ابنة أسد الدين شيركوه مع أوقاف أخرى. ثم عادت بابا خاتون فأوقفت ذلك جميعه على زهرة خاتون ومن بعدها تكون مدفناً ومدرسة للشافعية ومواضع للسكنى وذلك في في النصف الأول من القرن الثالث عشر، سنة 655ه‍، وقد انتهي من بنائها عام 656ه‍. وما تزال موجودة اليوم.